# Breitengüßbach
Breitengüßbach település Németországban, azon belül Bajorországban. Lakosainak száma 4524 fő (2023. december 31.).

## Népesség
A település népessége az elmúlt években az alábbi módon változott:
| Lakosok száma | 696  | 1380 | 2371 | 3583 | 4578 | 4573 | 4535 | 4541 | 4480 | 4524 |
|               | 1875 | 1950 | 1975 | 1987 | 2012 | 2014 | 2016 | 2017 | 2021 | 2023 |